# Shipmates Forever
Shipmates Forever és una pel·lícula musical estatunidenca de 1935 dirigida per Frank Borzage i escrita per Delmer Daves. Ambientada a l'Acadèmia Naval dels Estats Units, la pel·lícula és protagonitzada per Dick Powell, Ruby Keeler, Lewis Stone, Ross Alexander, John Arledge, Eddie Acuff i Dick Foran. Es va estrenar el 12 d'octubre de 1935 per la Warner Bros.
Powell, Keeler, Alexander i Arledge van participar prèviament amb Borzage i Daves, en circumstàncies similars de trama i personatges, a la pel·lícula Flirtation Walk, que tracta sobre l'Acadèmia Militar dels Estats Units, l'any abans.
La Marina dels Estats Units va proporcionar assistència tècnica per al rodatge. Les fotografies d'ubicacions es van fer a l'Acadèmia Naval i una part del "creuer final" de la història incloïa imatges del cuirassat USS Arkansas (BB-33), que va dur a terme creuers de guardiamarins per a la Marina als anys trenta.

## Argument
En Dick Melville (Powell) i la June Blackburn (Keeler) es troben durant una reunió naval al port de Nova York. Tot i que tots dos provenen de famílies de la Marina, en Dick segueix una carrera de cantant i la June, el pare i el germà de la qual van morir a la guerra, ha promès que no es casarà mai amb un home de la Marina. L'almirall Melville (Stone), el pare d'en Dick, és el nou superintendent de l'Acadèmia Naval i el seu desig més estimat és que el seu fill segueixi els seus passos com a oficial naval. Maniobra Dick perquè es matriculi com a guardiamarina acusant-lo de tenir por de suspendre les proves d'accés.

## Repartiment
- Dick Powell com Richard John 'Dick' Melville III
- Ruby Keeler com June Blackburn
- Lewis Stone com Adm. Richard Melville
- Ross Alexander com Lafayette 'Sparks' Brown
- Eddie Acuff com Lincoln 'Cowboy'
- Dick Foran com Gifford
- John Arledge com Johnny 'Coxswain' Lawrence
- Arline Pretty com enfermera (no acreditat)